# Pseudochliaria
Pseudochliaria là một chi bướm ngày thuộc họ Lycaenidae.